# NGC 4224
NGC 4224 ist eine Spiralgalaxie mit aktivem Galaxienkern vom Hubble-Typ Sa im Sternbild Jungfrau am Nordsternhimmel. Sie ist schätzungsweise 113 Millionen Lichtjahre von der Milchstraße entfernt und hat einen Durchmesser von etwa 85.000 Lichtjahren. Unter der Katalognummer VCC 199 ist sie als Mitglied des Virgo-Galaxienhaufens gelistet.

Im selben Himmelsareal befinden sich u. a. die Galaxien NGC 4233, NGC 4235, NGC 4246, NGC 4247.
Das Objekt wurde am 13. April 1784 von William Herschel entdeckt.